# Будинок мистецтва в Джакарті
Будинок мистецтва в Джакарті  (англ. Gedung Kesenian Jakarta), історично відомий як Театр Велтевреден (нід. Schouwburg Weltevreden) — концертний зал в Джакарті, Індонезія, побудований під час колоніального періоду в Батавії, Голландської Ост-Індії. Він знаходиться близько до мечеті Істікляль в Джакарті і Джакартського собору, біля «Lapangan Banteng» парку.

## Історія
Ідея створення театру в Батавії (колоніальне ім'я для Джакарти) прийшла із генерал-губернатором Батавії в той час, Герман Віллем Даенделс. Ця ідея була реалізована за допомогою Стемфорд Раффлз, який був відомий своєю пристрастю до вивчення і збереження місцевої культури. У 1814 Раффлз наказав побудувати простий бамбуковий театр поряд з Ватерлоо (на площі в Джакарті, в даний час Lapangan Banteng), під назвою «Військовий Театр Venue». Він був побудований англійськими солдатами, яких налічувалось 250 чоловік . Цей перший театр в Батавії працював з 1811 по 1816 рік для естрадних видовищ британських солдатів.
У серпні 1816 року англійці повернули індійцям назад в Голландської Ост-Індії і Батавія була під керівництвом губернатора Нідерландів ще раз. Виступи були знову проведені в будівлі 21 квітня 1817 року по групах голландської самодіяльності.
У 1820 році стан театру бамбук став погіршуватися, а в 1821 році, за підтримки голландської колоніальної влади, він був замінений на більш постійну структуру. Архітектор вибрав для розробки будівлю, яка була збудована Шульце (який також спроектував ‘’Суспільство Гармонії’’ будівля Батавії). Підрядник був Лі Атіхе, який взяв матеріал з спінінгу в старій частині міста, щоб використовувати для нового театру. Будівництво зайняло 14 місяців. Нова будівля була спроектовано в стилі неокласицизму і була названа Театр Велтевреден (Schouwburg Weltevreden), також відома в народі, як Гедунська Комедія(«Будинок Комедії»). Урочисте відкриття було заплановане на жовтень 1821 року, але довелося відкласти до 7 грудня, через епідемію холери. Перша вистава в театрі була Шекспіра ‘’Отелло’’.
У середині 19-го століття, розвиток Театр Велтевреден повільно розвивався, було важко отримувати прибуток, бо не вистачало Батавії європейських оперних співаків-жінок, також у них не був повний оркестр. Уряд забрав театр в 1848 році, коли приватна компанія зазнала краху, і був аж до 1892 року. У 1911 році адміністрацією було призначено місто в Батавії.
По-перше, освітлення всередині будівлі було зроблено за допомогою свічки і керасинової лампи. Газ винайшли в 1864 році. Електрику було вперше використано в будівлі в 1882 році, але керасинові лампи почали використовуватися за межами, до 1910 року.
У 1926 році, в період Національного Відродження Індонезії, будівля використовувалася місцевим Альянсом для молоді в перший Конгрес Пемоеда (Конгрес Молоді).
Під час Японської окупації з 1942 по 1945 роки будівля використовувалася тимчасово як військовий штаб. У квітні 1943 року театр був використаний під назвою Сін Секізу (Sin'tsu Cekizyoo).
Під час здобуття незалежності будівля використовувалася як місце зустрічі для групи молодих художників, відомих як Сеніман Мердека, («Незалежні художники»), серед яких були Росіхан Анвар, Усмар Ісмаїл, Ель-Хакім, і Хассін. 29 серпня 1945 року, дванадцять днів після офіційного проголошення незалежності Індонезії, першого президента Індонезії, Сукарно, інагурували в Центральному Індонезійському Національному Комітеті, який провів своє перше засідання в будівлі.
У 1951 році театр був використаний, як факультет економіки та права Індонезії університету. Та з 1957 по 1961 рік будівля використовувалася Індонезійською Національною Театральною Академією.
Споруда знову змінила свою назву на Біоскоп Діани (Театр Діани) в 1968 році, а рік потому установа для будівництва була створена під керівництвом Бригадного Генерала Пімгадіє. У 1970 році інститут був перетворений в будівлю-кіно, показуючи китайські фільми. Був відомий, як Міський театр, протягом цього періоду.
У 1984 році був прийнятий закон, про повернення будівлі в свій первісний стан. Він був реконструйований за ціною 3 млрд рупій. 5 вересня 1987 року, він був перейменований в Гедунг Кесеніан Джакарту, замінивши колишню назву Гедунг Кесеніан Пасар Бару.

## Об'єкти
Головна будівля складається з неокласичного стилю відкритої зали, 24 від 17,5 метрів (79 футів × 57 футів) головний концертний зал з балконом (місткість: 475 осіб), у стадії вимірювання 10,75 на 14 по 17 метрів (35,3 фута × 45,9 фута × 55,8 фута), простір фоє 5.8 по 24 метрів (19 футів × 79 футів), вестибюль, який є в основному порожнє місце праворуч і ліворуч від глядачів, де п'ять місць може бути встановлено, якщо потрібно.